# Wielersport op de Gemenebestspelen 2006
Wielersport is een van de sporten die beoefend werden tijdens de Gemenebestspelen 2006 in Melbourne, Australië. Sinds 1990 zijn er onderdelen voor vrouwen en mannen opgenomen in de kalender. Bij de vrouwen waren deze editie drie onderdelen op de baan en twee op de weg en voor de mannen betrof het zeven onderdelen op de baan en twee op de weg. Het was de tweede editie dat ook mountainbiken onderdeel was van de agenda. Het totale aantal onderdelen kwam daardoor op achttien te staan. Het medailleklassement werd gewonnen door gastland Australië.
Zie deze pagina voor alle baanuitslagen en deze voor alle uitslagen van de wegwedstrijden.

## Uitslagen mountainbike

### Mannen
| Discipline    | Goud         | Zilver             | Brons          |
| ------------- | ------------ | ------------------ | -------------- |
| Cross country | Liam Killeen | Oliver Beckingsale | Seamus McGrath |

### Vrouwen
| Discipline    | Goud                 | Zilver        | Brons        |
| ------------- | -------------------- | ------------- | ------------ |
| Cross country | Marie-Hélène Prémont | Rosara Joseph | Kiara Bisaro |

## Medaillespiegel
| Plaats | Land          | Goud | Zilver | Brons | Totaal |
| 1      | Australië     | 11   | 8      | 5     | 24     |
| 2      | Engeland      | 4    | 5      | 2     | 11     |
| 3      | Schotland     | 1    | 1      | 4     | 6      |
| 4      | Canada        | 1    | 1      | 3     | 5      |
| 5      | Man           | 1    | 0      | 0     | 1      |
| 6      | Nieuw-Zeeland | 0    | 2      | 2     | 4      |
| 7      | Zuid-Afrika   | 0    | 1      | 0     | 1      |
| 8      | Wales         | 0    | 0      | 2     | 2      |
| Totaal | Totaal        | 18   | 18     | 18    | 54     |

1934 · 1938 · 1950 · 1954 · 1958 · 1962 · 1966 · 1970 · 1974 · 1978 · 1982 · 1986 · 1990 · 1994 · 1998 · 2002 · 2006 (baan - weg) · 2010 · 2014 · 2018 · 2022 · 2026
Atletiek · Badminton · Basketbal · Boksen · Bowls · Gewichtheffen · Hockey · Mountainbike · Netball · Ritmische gymnastiek · Rugby Sevens · Schietsport · Schoonspringen · Squash · Synchroonzwemmen · Tafeltennis · Triatlon · Turnen · Wielersport (baan · weg) · Zwemmen